# Babylon (singel)
Babylon – czwarty singel Prince Ital Joego, który powstał we współpracy z Markym Markiem. Został wydany w 1995 roku.

## Lista utworów
- CD maxi–singel (1995)[1]

1. „Babylon” (Radio Edit) – 3:57
2. „Babylon” (Club Version) – 5:15
3. „Babylon” (Extended Version) – 5:01
4. „Babylon” (Album Edit) – 3:54

## Notowania na listach sprzedaży
| Kraj       | Lista (1995)    | Najwyższa pozycja |
| ---------- | --------------- | ----------------- |
| Niemcy     | Top 100 Singles | 17                |
| Szwajcaria | Singles Top 50  | 35                |